# Вальбергсон, Эрик
Эрик Вальбергсон (швед. Erik Wahlbergson; также Эрик Вальберг (швед. Erik Wahlberg); 5 марта 1808, приход Хэркеберга, Уппланд, Швеция — 18 октября 1865 года, Стокгольм) — шведский художник-реалист, представитель Дюссельдорфской художественной школы.

## Биография
Учился в Шведской академии художеств у Фредрика Вестина, а затем в академии художеств в Дюссельдорфе, которая была в то время центром одноименного живописного направления. Ещё в период обучения в Дюссельдорфской академии, Вальбергсон выполнил запрестольный образ «Мадонна с младенцем, предстоящими пастухами и ангелами» для замка Кристинеберг (?). В дальнейшем вернулся в Швецию.
Вальбергсон писал пейзажи, портреты, а также библейские, мифологические и исторические сцены. В период с 1836 по 1860 многократно выставлял свои картины на ежегодных выставках Шведской академии художеств.
Сегодня картины Эрика Вальбергсона хранятся в коллекциях крупнейших музеев Швеции, включая Национальный музей Швеции в Стокгольме.

## Галерея

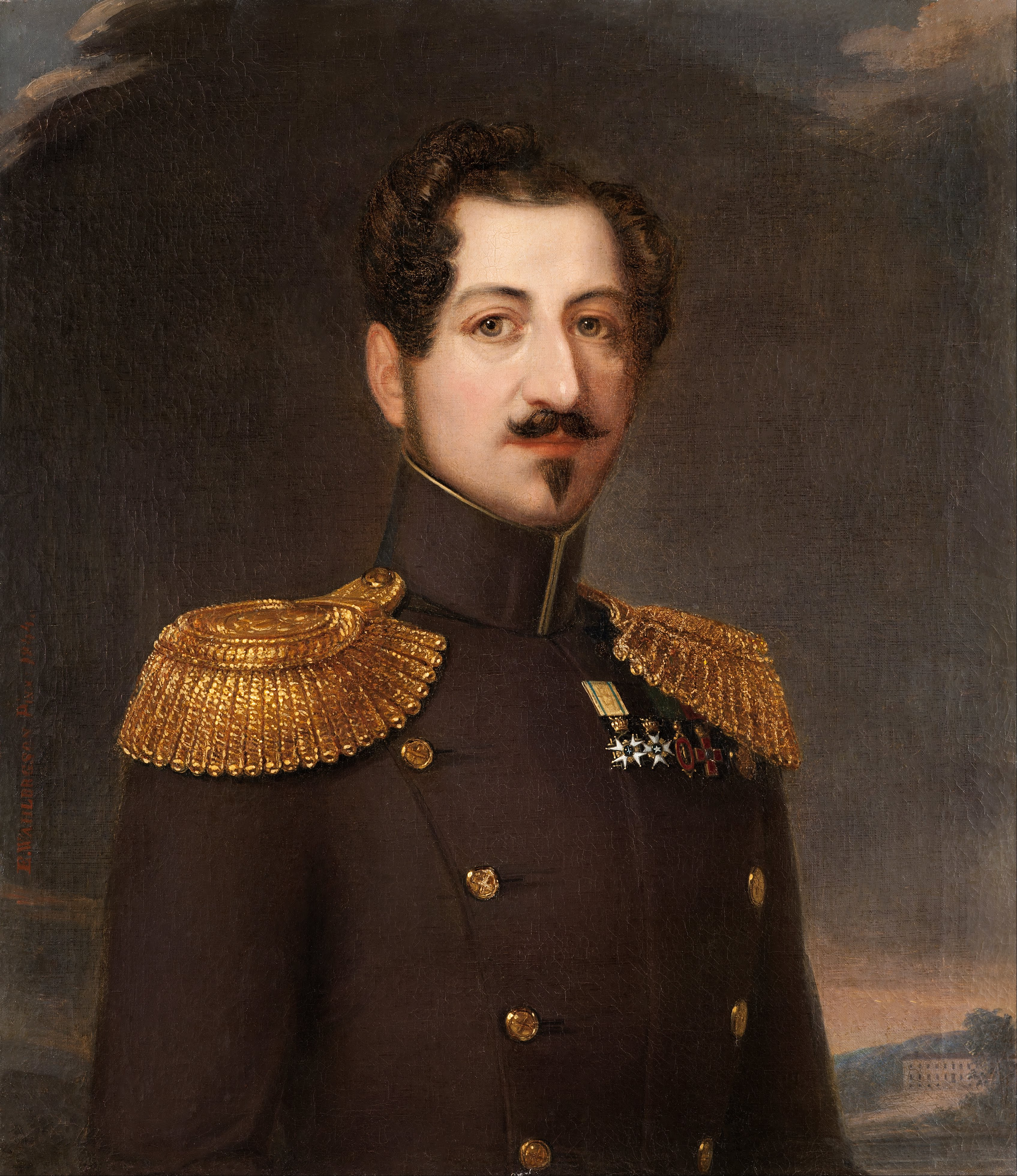
Портрет короля Оскара I.
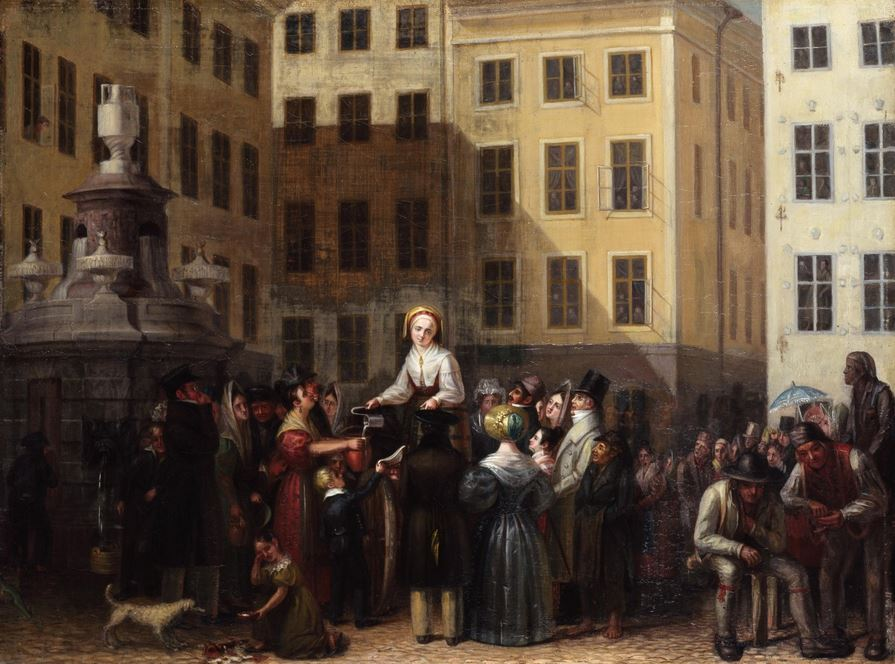
Молочница Карин Эрсдоттер продаёт молоко в Стокгольме.
Портрет архитектора Акселя Нистрёма. Национальный музей Швеции, Стокгольм.